# 密西西比河防洪工程

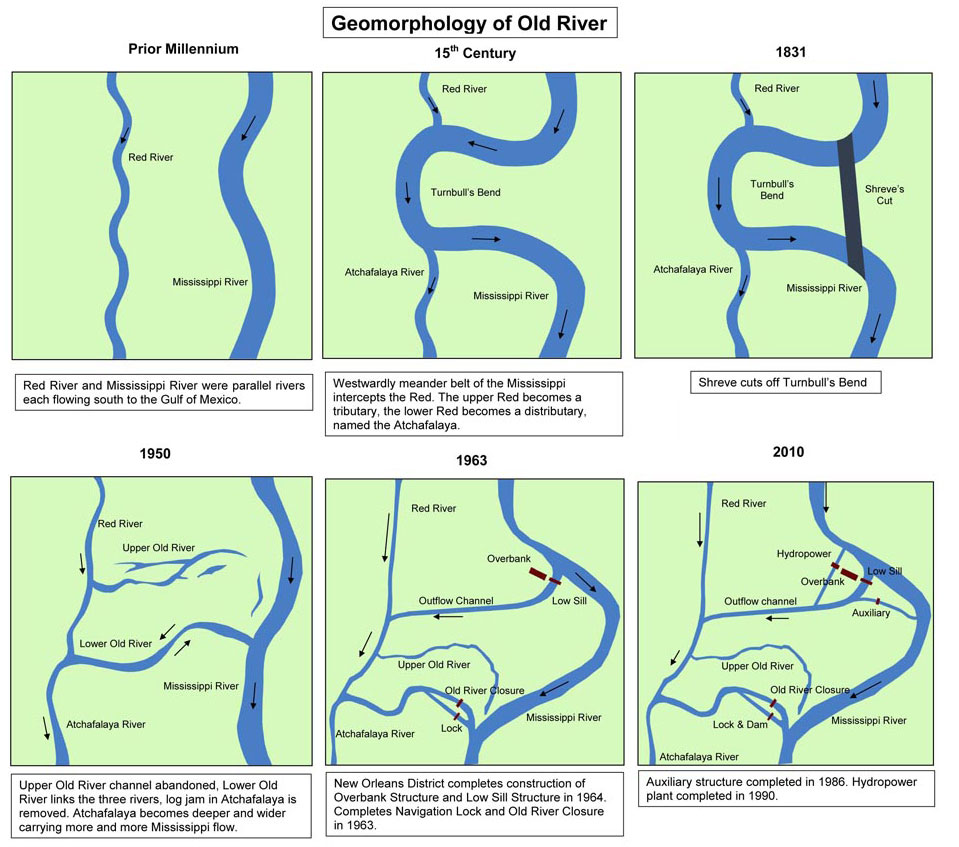
阿查法拉亚分洪工程

密西西比河防洪工程（英語：Mississippi River flood control works）是美國密西西比河下游的一系列堤防、河道整治、分洪道等工程系統。
1717年，法屬路易斯安那當局即在新奥尔良附近筑堤保护该市。1735年，大堤向上下游分別延长48公里和19公里。至1812年，密西西比河下游左岸堤防長度達362公里，右岸達426公里。至1844年，右岸堤防已北延至阿肯色河口，長度達到917公里。1849年密西西比河洪水後堤防多处溃决，至1858年新堤防竣工。目前密西西比河右岸干堤上起密蘇里州的開普吉拉多，左岸干堤上起伊利诺伊州的开罗，堤防平均高7.5m，顶宽9m。分洪工程有新马德里分洪工程、阿查法拉亚分洪工程、邦内特卡雷分洪道等，在洪水流量超过河槽宣泄能力时用以分泄多余的洪水。密西西比河下游河道弯曲，不利行洪和航行。20世纪三四十年代年代在孟菲斯至雷德河码头之间的河道裁弯16处，缩短274公里，並通過护坡护堤防止堤岸冲刷。